# Blanden
Blanden is een deelgemeente van Oud-Heverlee (arrondissement Leuven, Vlaams-Brabant, België). Blanden was een zelfstandige gemeente tot aan de gemeentelijke herindeling van 1977.

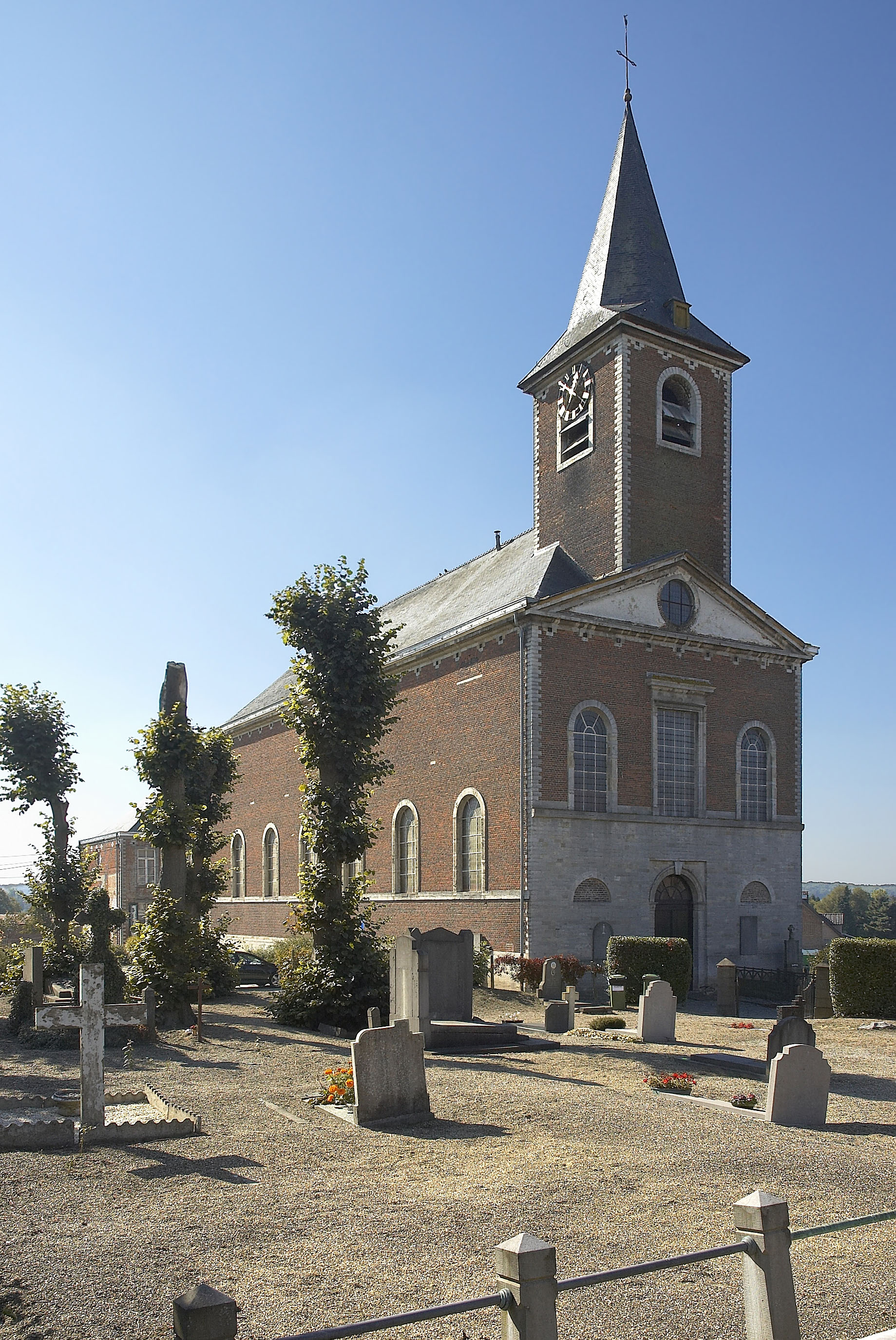
St-Jan-Evangelistkerk

## Bezienswaardigheden
- De Sint-Jan-Evangelistkerk is gelegen aan de Haasroodsestraat en gewijd aan Sint-Jan-Evangelist. Erachter is de pastorij gelegen en ten noordoosten van de kerk het kerkhof. In 1772 namen de bouwwerken aan deze kerk een aanvang en in 1804 werd het kerkhof ingewijd. Beide gebouwen zijn beschermd sinds 1980.
- De Ekstermolen, een windmolenrestant

## Natuur en landschap
Blanden ligt in de Haspengouw op een hoogte van 65-92 meter. Ten zuiden van het dorp ligt het Meerdaalbos en ten noordwesten het Heverleebos.

## Demografische ontwikkeling
- Bronnen:NIS, Opm:1831 tot en met 1970=volkstellingen; 1976 = inwoneraantal op 31 december

## Mobiliteit
Door Blanden lopen de N25 en de N251.

## Nabijgelegen kernen
Vaalbeek, Haasrode
Deelgemeenten: Blanden · Haasrode · Oud-Heverlee · Sint-Joris-Weert · Vaalbeek

Belgische gemeenten · Arrondissement Leuven · Vlaams-Brabant · Vlaanderen